# Kaplica Matki Bożej Nieustającej Pomocy w Warszawie
Kaplica Zgromadzenia Sióstr Franciszkanek od Cierpiących pw. Matki Bożej Nieustającej Pomocy w Warszawie – ogólnodostępna kaplica domu generalnego Zgromadzenia Sióstr Franciszkanek od Cierpiących położona przy ul. Wilczej 7 w Warszawie.

## Opis
Budynek w Warszawie przy ul. Wilczej został pierwotnie zakupiony przez zgromadzenie w 1864 r. na cele przytułku pod nazwą "Przytulisko". Na terenie zakładu "Przytulisko" w 1870 r. wybudowano i poświęcono drewnianą kaplicę. W roku 1883, według rady i wskazania o. Honorata, do zgromadzenia wstąpiła Feliksa Kozłowska - założycielka mariawityzmu. Z czasem przytułek został rozbudowany, tak że w latach 1911-1915, dobudowano dwa piętra, oraz wybudowano nową kaplicę, poświęconą Matce Bożej Nieustającej Pomocy. 18 marca 1915 r. bp Kazimierz Ruszkiewicz dokonał konsekracji kościoła pod wezwaniem Matki Bożej Nieustającej Pomocy. Pierwszy poważny remont kaplicy został przeprowadzony w 1950 roku, kolejny zaś dopiero latach 1999-2000.
W bocznym ołtarzu kaplicy znajduje się obraz Matki Bożej Nieustającej Pomocy poświęcony przez Papieża Leona XIII, przywieziony z Rzymu przez s. Kazimierę Gruszczyńską. W 1946 do kaplicy przywieziony został z Wilna obraz Matki Bożej Ostrobramskiej. W 1951 r. w przedsionku kaplicy umieszczono figurę św. Józefa.